# Симоняк, Николай Павлович
Никола́й Па́влович Симоня́к (1901—1956) — советский военачальник, Герой Советского Союза (10.02.1943). Генерал-лейтенант (22.02.1944).

## Молодость и гражданская война

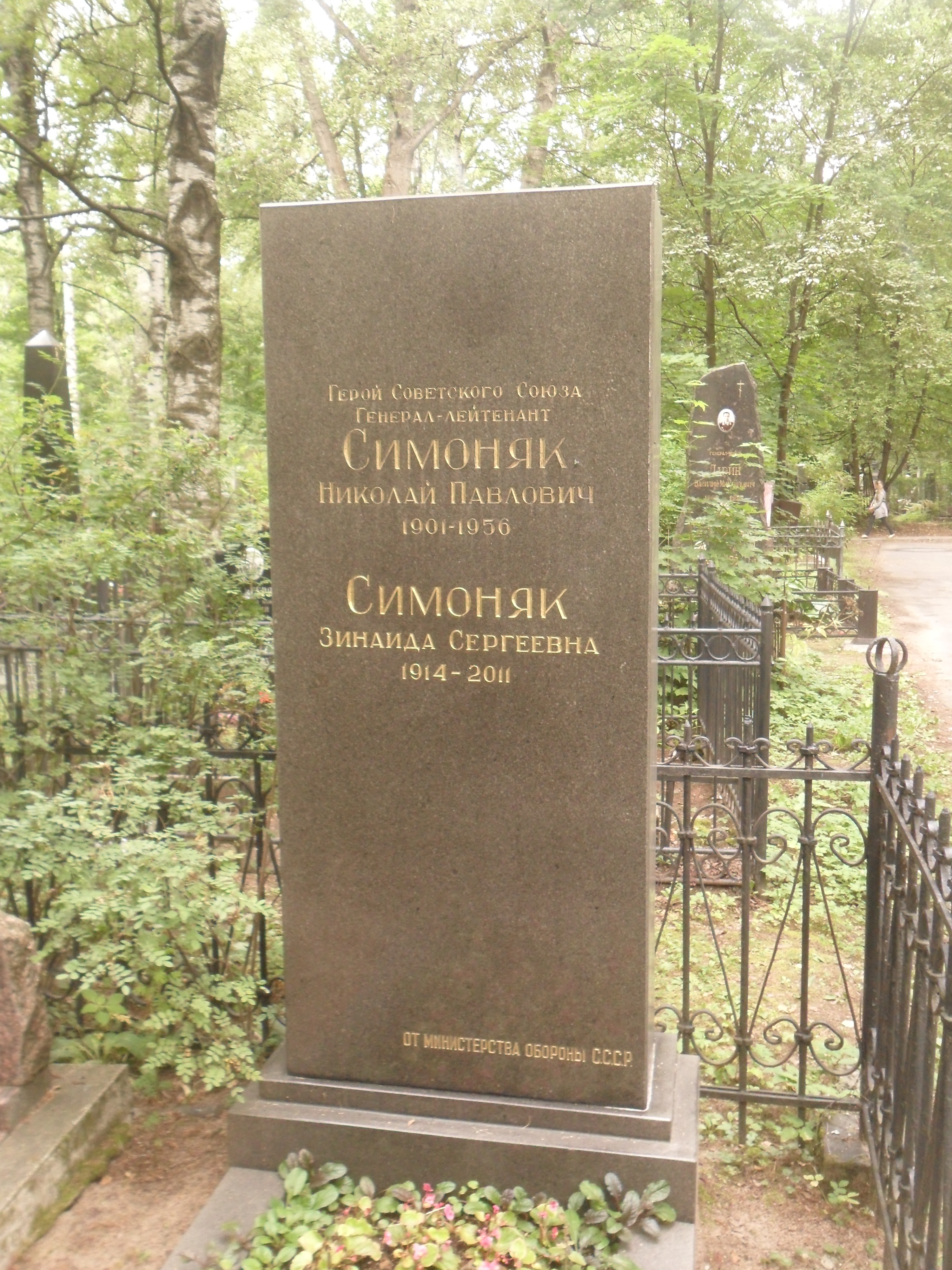
Могила Н. П. Симоняка на Богословском кладбище Санкт-Петербурга

Родился 4 (17) февраля 1901 года в селе Березовка Прилукского уезда Полтавской губернии Российской империи. В 1905 году из-за безземелья и неурожая семья переехала в станицу Темижбекскую на Кубани (ряд авторов ошибочно указывают эту станицу местом рождения Н. П. Симоняка). Там в 1914 году окончил двухклассное училище. Батрачил.
В Красной Армии с 1 мая 1918 года, сначала вступил в Гулькевичский партизанский отряд, затем служил бойцом и конным разведчиком 154-го Дербентского революционного стрелкового полка 11-й армии. Участвовал в Гражданской войне на Кубани, Ставрополье и на Северном Кавказе против Добровольческой армии. После победы войск А. И. Деникина над красными войсками на Северном Кавказе и ухода красных на Волгу в конце 1918 года прошел с полком путь от Владикавказа до Астрахани. Сразу после похода переболел сыпным тифом. После выздоровления вернулся в свой полк, переименованный в феврале 1919 года в 292-й Дербентский стрелковый полк 33-й Кубанской стрелковой дивизии. В этом полку в 1919 году прошёл с боями обратно от Астрахани до Кубани, окончив поход в Новороссийске. В боях был дважды ранен. За службу Николая Симоняка в Красной Армии местные казаки в 1919 году зверски убили его отца. Весной 1920 года направлен на учёбу на 6-е Рязанские кавалерийские курсы, откуда в июне переведён на 18-е Самарские подготовительные курсы.

## Межвоенное время
В 1921 году окончил эти курсы, и сразу был направлен учиться далее на 10-е Новочеркасские командные курсы, которые окончил в 1922 году. С ноября 1922 года служил в 83-м кавалерийском полку 14-й Майкопской кавалерийской дивизии 1-й Конной армии в Северо-Кавказском военном округе (с 1924 года — в Московском военном округе): командир отделения, помощник командира взвода, командир взвода дивизионной школы. В сентябре 1924 года дивизия была расформирована, Симоняк был переведён в 59-й кавалерийский полк 10-й Майкопской кавалерийской дивизии Московского ВО, где был командиром взвода, помощник командира эскадрона, помощник начальника полковой школы, командиром эскадрона. В 1929 году окончил кавалерийские Курсы усовершенствования комсостава РККА в Новочеркасске.
С февраля 1931 года — инструктор верховой езды в Военной академии РККА имени М. В. Фрунзе. В 1932 году сам стал слушателем этой академии, и окончил её в 1935 году. Далее служил в Ленинградском военном округе: начальник части штаба 30-й кавалерийской дивизии, заместитель начальника Группы контроля при Военном совете округа. В июле 1938 года назначен заместителем начальника 1-го отдела Управления по командно-начальствующему составу РККА, в сентябре того же года возвращён в Группу контроля при Военном совете Ленинградского ВО, где стал исполняющим должность её начальника. Участник советско-финляндской войны 1939—1940 годов.
С декабря 1940 по март 1942 года — командир 8-й отдельной стрелковой бригады. Бригада размещалась на полуострове Ханко, переданном в аренду Советскому Союзу от Финляндии по итогам войны. Внёс большой вклад в создание мощной обороны на Ханко, что благоприятно сказалось после начала новой войны.

## Великая Отечественная война
Участвовал в обороне полуострова Ханко с июня 1941 года. Бригада под его командованием надёжно защищала сухопутный участок фронта, совместно с моряками Балтийского флота вела борьбу с финской армией за прилегающие к Ханко острова. В ноябре-декабре 1941 года бригада была эвакуирована с Ханко в Ленинград.
С марта 1942 по март 1943 года командовал 136-й стрелковой дивизией, сформированной на Ленинградском фронте на базе 8-й стрелковой бригады. Дивизия входила в состав 23-й и 55-й армий Ленинградского фронта, участвовала в обороне Ленинграда, в том числе в Синявинской наступательной операции.
Командир 136-й стрелковой дивизии (67-я армия, Ленинградский фронт) генерал-майор Н. П. Симоняк особо отличился при прорыве блокады Ленинграда (Операция «Искра»). Наступая на главном направлении удара фронта, дивизия в тяжелейших боях прорвала сплошную многокилометровую оборону противника в так называемом Шлиссельбургском выступе (который советские войска с осени 1941 года безуспешно пытались прорвать не менее 5 раз), и утром 18 января первой соединилась с наступавшими навстречу войсками 2-й ударной армии Волховского фронта. За мужество и героизм воинов дивизии в этих боях она была преобразована в 63-ю гвардейскую стрелковую дивизию.
За образцовое выполнение боевых заданий Командования на фронте борьбы с немецкими захватчиками и проявленные при этом отвагу и геройство Указом Президиума Верховного Совета СССР от 10 февраля 1943 года генерал-майору Симоняку Николаю Павловичу присвоено звание Героя Советского Союза с вручением ордена Ленина и медали «Золотая Звезда».
С марта 1943 года — командир 30-го гвардейского стрелкового корпуса. Корпус участвовал в боях под Синявино и Мгой, в январе 1944 года участвовал в Красносельско-Ропшинской наступательной операции, затем наступал на Нарвском направлении. В июне 1944 года корпус участвовал в Выборгской наступательной операции, в августе — в Таллинской наступательной операции.
С октября 1944 по март 1945 года — командующий 3-й ударной армией 2-го Прибалтийского фронта (в декабре 1944 года армия передана на 1-й Белорусский фронт). Участвовал в блокаде Курляндской группировки противника, в Висло-Одерской и Восточно-Померанской наступательных операциях.
С марта 1945 года до конца войны — командующий 67-й армией Ленинградского фронта. Армия участвовала в борьбе против блокированных на Курляндском полуострове немецких войск.
24 июня 1945 года генерал-лейтенант Н. П. Симоняк участвовал в историческом Параде Победы в Москве на Красной площади, маршируя в первом ряду сводного полка Ленинградского фронта, который вёл Маршал Советского Союза Л. А. Говоров.

## Послевоенный период
В октябре 1945 года армия была расформирована. В ноябре этого года генерал Симоняк повторно был назначен командиром 30-го гвардейского стрелкового корпуса в Ленинградском военном округе. С сентября 1948 года — в отставке по болезни.
Жил в Ленинграде. Умер в 1956 году. Похоронен на Богословском кладбище, но кенотаф есть на Кладбище в посёлке Песочный Курортного района Санкт-Петербурга.

## Семья
Первая жена — Александра Емельяновна Симоняк (Решко). Сын Виктор, дочери Раиса и Зоя. Жена и сын погибли в авиационной катастрофе 19 сентября 1943 года у аэродрома Хвойная Ленинградской области.
Вторая жена — Зинаида Сергеевна Симоняк (Кособудская). Дочь Людмила, сын Виктор.

## Воинские звания
- Капитан (1936)
- Майор (1938)
- Полковник (21.03.1940)
- Генерал-майор (7.10.1941)
- Генерал-лейтенант (22.02.1944)

## Награды
- Медаль «Золотая Звезда» № 558 Героя Советского Союза (10.02.1943);[7]
- три ордена Ленина (6.02.1942, 10.02.1943, 21.02.1945);
- три ордена Красного Знамени (22.02.1938, 3.11.1944, 24.06.1948);
- Орден Суворова I степени (22.06.1944);
- орден Кутузова I степени (05.10.1944);
- Орден Суворова II степени (21.02.1944);
- орден Красной Звезды (11.04.1940);
- медали;
- иностранные награды.

## Память
- Имя Н. П. Симоняка носят улицы в Санкт-Петербурге, Выборге, в станице Темижбекская Кавказского района Краснодарского края.
- Имя Н. П. Симоняка носит МБОУ «Средняя общеобразовательная школа № 18» станицы Темижбекская.
- В Муниципальном учреждении «Ульянка» при школе № 223 Санкт-Петербурга есть музей 63-й гвардейской стрелковой дивизии.